# Manuel Muñoz
Manuel Muñoz (28. dubna 1928, Tocopilla – 17. prosince 2022, Arica) byl chilský fotbalista, útočník.

## Klubová kariéra
Začínal v chilském klubu Tocopilla Sporting. V chilské lize hrál za tým Colo-Colo, se kterým získal dva mistrovské tituly a jednou vyhrál pohár. Dále hrál za Fernández Vial Concepción a Audax Italiano. Za reprezentaci Chile nastoupil v letech 1950-1956 ve 27 utkáních a dal 8 gólů. Byl členem chilské reprezentace Mistrovství světa ve fotbale 1950, nastoupil ve 2 utkáních.

## Ligová bilance
| Ročník               | Zápasy | Góly | Klub           |
| -------------------- | ------ | ---- | -------------- |
| 1. chilská liga 1949 | –      | 11   | Colo-Colo      |
| 1. chilská liga 1950 | –      | 12   | Colo-Colo      |
| 1. chilská liga 1951 | –      | -    | Colo-Colo      |
| 1. chilská liga 1952 | –      | 18   | Colo-Colo      |
| 1. chilská liga 1953 | –      | 14   | Colo-Colo      |
| 1. chilská liga 1954 | –      | -    | Colo-Colo      |
| 1. chilská liga 1955 | –      | –    | Colo-Colo      |
| 1. chilská liga 1956 | –      | –    | Colo-Colo      |
| 1. chilská liga 1957 | –      | –    | Colo-Colo      |
| 1. chilská liga 1958 | –      | –    | Colo-Colo      |
| 1. chilská liga 1960 | –      | –    | Audax Italiano |
| CELKEM               | -      | -    |                |